# SemGroup
SemGroup ist ein US-amerikanisches Unternehmen mit Sitz in Tulsa, Oklahoma. Das Unternehmen produziert und verkauft Erdöl und Erdgas sowie darauf basierende Produkte an seine Kunden und betreibt Erdölpipelines.

## Geschichte
Das Unternehmen lag 2006 auf Platz 12 der Forbes größten nicht börsennotierten Unternehmen in den Vereinigten Staaten. SemRock erzielte einen Umsatz von 14,75 Mrd. USD. 
Im Juli 2008 geriet die SemGroup in einen Liquiditätsengpass und kündigte an Gläubigerschutz beantragen zu müssen. Das Unternehmen wurde durch den Milliardär John Catsimatidis übernommen. 2009 ging das Unternehmen an die Börse.